# トロイツコエ (ハバロフスク地方)
トロイツコエ（ロシア語: Троицкое）はロシア連邦東部のハバロフスク地方にあり、ナナイスク地区の中心に位置する村。人口は4,677人（2018年）。清朝時代の名称は噶爾剔斉であった。